# Le Paradis des célibataires et le Tartare des jeunes filles
Le Paradis des célibataires et le Tartare des jeunes filles est une nouvelle d'Herman Melville publiée en 1855.

## Historique
Le Paradis des célibataires et le Tartare des jeunes filles est une nouvelle d'Herman Melville publiée en 1855 dans la revue Harper's New Monthly Magazine.
Entre la fin de l'été 1853 et le printemps de 1854, Melville composa trois contes en diptyque : Le Pudding du pauvre et les Miettes du riche, Les Deux Temples et Le Paradis des célibataires et le Tartare des jeunes filles. Ces contes, sauf Les Deux Temples, furent publiés sans nom d'auteur et restèrent dans la revue d'origine.

## Résumé
À Londres, dans le quartier du Temple, le narrateur est invité à un dîner de neuf gentlemen, « la fraternité des Célibataires » : « la perfection même d'une jouissance tranquille des bontés de la vie, de la boisson, de l'amitié, de la conversation ».

Par contre, en Nouvelle-Angleterre, la visite d'une fabrique de papier, où travaillent des jeunes filles, lui laisse une autre impression…

## Éditions en anglais
- The Paradise of Bachelors and the Tartarus of Maids , dans Harper's New Monthly Magazine du 1er avril 1855.

## Traductions en français
- Trois nouvelles doubles (Le Paradis des célibataires et le Tartare des vierges, Les Deux Temples, Le Pudding du pauvre et les Miettes du riche) par Bernard Hœpffner, Éditions Cent Pages, Grenoble, 1996.
- Le Paradis des célibataires et le Tartare des jeunes filles, par Philippe Jaworski, Herman Melville, Œuvres, IV , Bibliothèque de la Pléiade, éditions Gallimard, 2010.